# Stolička (ostrov)
Stolička (rusky Остров Столичка) je ve srovnání s dalšími ostrovy archipelagu Země Františka Josefa nevelký, protáhlého tvaru ve směru od jihozápadu na severovýchod. Na jedné straně se mírně svažuje do moře, na protilehlém břehu jsou docela strmé útesy. Mroži válející se na břehu lákají lední medvědy. Vody kolem ostrova jsou poměrně mělké a průzračné.
Ostrov je pojmenován po českém geologovi, paleontologovi a cestovateli Ferdinandu Stoličkovi.
V nejvyšším bodě dosahuje ostrov výšky 81 metrů.
Blízké ostrovy:
- menší: ostrov Apollonova, útesy Milovzorova, ostrov Kunа
- větší: Payerův ostrov, Bekkerův ostrov